# Amigos de Risco
Amigos de Risco é um filme brasileiro de 2007 dirigido por Daniel Bandeira. Participou do Festival de Brasília e da Mostra Internacional de São Paulo.

## Elenco
- Ênio Borba
- Fleurange Santos
- Hissa Hazin
- Irandhir Santos
- Junior Black
- Leta Vasconcelos
- Lílian Kelen
- Madalena Sabóia
- Paulo Dias
- Raimundo Branco
- Regina Carmem
- Renata Roberta
- Rodrigo Riszla
- Samuel Santos
- Wilson 'Big Pot' Ferraz